# Simcha Rothman
Simcha Dan Rothman (hebreiska: שִׂמְחָה דָּן רוֹטְמָן, född 13 augusti 1980, är en israelisk advokat, högeraktivist och politiker. Han är ledamot i Knesset och representerar det sionistiska partiet Nationalreligiösa partiet - religiös sionism.

## Familj
Rothman är gift och har fem barn.